# Taniec pytona

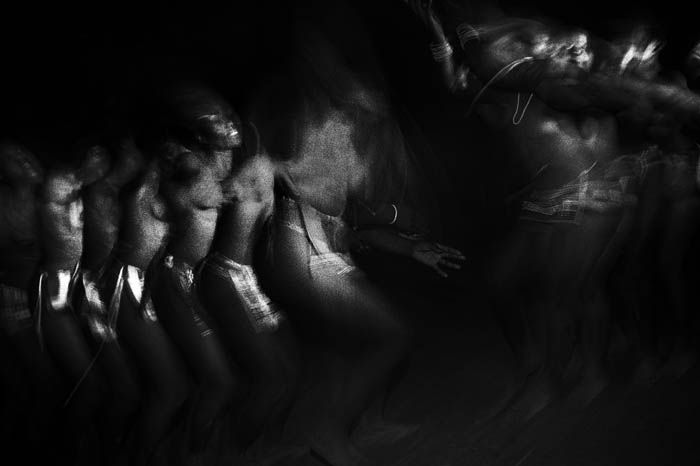
Taniec Pytona

Taniec Pytona (Venda Domba Dance) – część procesu inicjacji wśród dziewcząt z plemienia Venda w Afryce Południowej.
Obrzędy inicjacyjne, które mają na celu przygotowanie dziewcząt do wejścia w dorosłe życie, rozpoczynają się właściwie po pierwszej menstruacji. U niektórych ludów istniały instytucje zwane szkołami inicjacji. Jedną z najbardziej znanych jest domba plemienia Venda z Afryki Południowej. W czasie szkolenia, które trwa trzy miesiące, nowicjuszki poznają tajniki życia małżeńskiego, ciąży, narodzin dziecka i obowiązków związanych z macierzyństwem.

## Pochodzenie
Kultura ludu Venda oparta jest na mistycznym systemie wierzeń. Woda odgrywa w nim główną rolę, gdyż uważa się jeziora i rzeki za święte. Jezioro Funadzi (Fundudzi) zamieszkuje pyton – bóstwo płodności. Jak głosi legenda, aby sprawdzić czy zapowiada się urodzajny rok, na wiosnę składa się duchom ofiarę z piwa. Jeśli piwo wylane z dużego dzbana zmiesza się z wodą jeziora, to dobry znak. W przeciwnym razie należy podjąć inne kroki, aby zjednać sobie przychylność duchów.
Zgodnie z tradycją ludu Venda wąż płodności żyje w łonie kobiety. Jest to oddzielny organ, znajdujący się w pobliżu żołądka, odpowiedzialny za reprodukcję, siłę i intelekt. Z tego powodu Taniec Pytona przez wieki stanowił istotną część procesu inicjacji wśród dziewcząt.

## Przebieg
Odbywa się co trzy do pięciu lat, zazwyczaj w zimie. Tańczą rano i wieczorem w rytm uderzeń bębna (ngoma), na którym grają zamężne kobiety i przy śpiewanych, delikatnych zawodzeniach. Słowa pieśni wyjawiają największe miłosne sekrety. Tańczą jedna za drugą w długim szeregu (deu), trzymając się za łokcie. Poruszają się powoli, zgodnie z ruchem wskazówek zegara po obwodzie placu, kołysząc się rytmicznie, naśladując w ten sposób ruchy olbrzymiego węża, który krąży wokół ogniska. Płonie ono nieprzerwanie dzień i noc. Czerwone płomienie symbolizują krew menstruacyjną, białe męskie nasienie, a czarne węgle oznaczają niepłodną kobietę. W czasie tańca mężczyźni przyglądają się tancerkom, aby upatrzyć sobie kandydatkę na żonę. Na koniec dziewczęta zatrzymują się i pochylają w kierunku środka koła. Taniec trwa wiele godzin i po jego zakończeniu są one bardzo zmęczone.
Zwyczajowo tancerki ubrane były wyłącznie w skórzany pas i krótki skórzany fartuszek. Obecnie są one najczęściej uszyte z kawałka kolorowej bawełny, a skórzany pasek zdobią barwne koraliki. Tancerki mają ogolone głowy, co symbolizuje ponowne narodziny, przemianę dziewczyny w dorosłą kobietę.